# Jari Mantila
Jari Sakari Mantila (Kotka, 14 juli 1971) is een Fins noordse combinatieskiër. 

## Carrière
Mantila nam viermaal deel aan de Olympische Winterspelen en won tijdens zijn deelnames twee medailles.
In 1998 won Mantila met de Finse estafetteploeg de zilveren medaille achter de Noren. Vier jaar later won Mantila olympisch goud op de estafette in Salt Lake City.
Tijdens de wereldkampioenschappen won hij vier medailles in 1995 de zilveren medaille individueel en op de estafette won Mantila medailles in alle drie de kleuren.
Mantila beëindigde in 2003 zijn carrière. Mantila was van 2005 tot en met 2005 materiaalman van de Finse noordse combinatieploeg. In de periode 2006 tot en met 2012 was Mantila materiaalman van de Russische schansspringers. 

## Belangrijkste resultaten

### Olympische Winterspelen
| Editie | Plaats         | Resultaten                           |
| ------ | -------------- | ------------------------------------ |
| 1992   | Albertville    | uitgevallen individueel 7e estafette |
| 1994   | Lillehamme     | 14e individueel 8e estafette         |
| 1998   | Nagano         | 27e individueel · estafette          |
| 2002   | Salt Lake City | estafette                            |

### Wereldkampioenschappen noordse combinatie
| Jaar | Plaats              | Resultaten                               |
| ---- | ------------------- | ---------------------------------------- |
| 1995 | Thunder Bay         | individueel                              |
| 1997 | Trondheim           | estafette                                |
| 1999 | Ramsau am Dachstein | 14e sprint · 11e individueel · estafette |
| 2001 | Lahti               | 15e individueel · estafette              |